# ميخائيل كاسيدي (ضابط)
ميخائيل كاسيدي (بالإنجليزية: Michael Cassidy)‏ هو ضابط أمريكي، ولد في 1837 في جزيرة أيرلندا في جمهورية أيرلندا، وتوفي في 18 مارس 1908 في هامبتون في الولايات المتحدة.